# Куре (коммуна)
Куре́ (фр. Couret, окс. Coreth) — коммуна во Франции, находится в регионе Юг — Пиренеи. Департамент — Верхняя Гаронна. Входит в состав кантона Аспе. Округ коммуны — Сен-Годенс.
Код INSEE коммуны — 31155.

## География

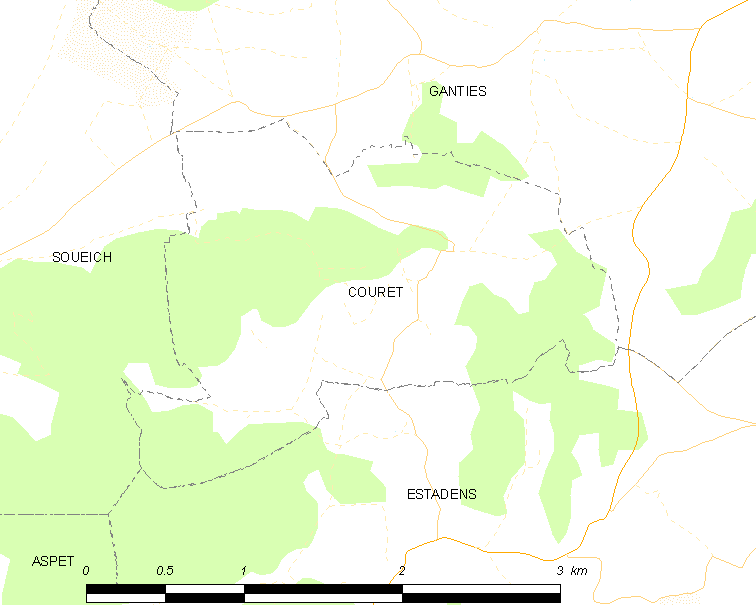
Карта коммуны

Коммуна расположена приблизительно в 660 км к югу от Парижа, в 80 км к юго-западу от Тулузы.

## Климат
Климат умеренно-океанический. Зима мягкая и снежная, весна характеризуется сильными дождями и грозами, лето сухое и жаркое, осень солнечная. Преобладают сильные юго-восточные и северо-западные ветры.

## Население
Население коммуны на 2010 год составляло 187 человек.
| 1962 | 1968 | 1975 | 1982 | 1990 | 1999 | 2010 |
| ---- | ---- | ---- | ---- | ---- | ---- | ---- |
| 115  | 140  | 131  | 208  | 211  | 194  | 187  |

## Администрация
| Период | Период | Фамилия       | Партия | Примечания |
| ------ | ------ | ------------- | ------ | ---------- |
| 2001   | 2008   | Жан-Мари Испа |        |            |
| 2008   | 2020   | Корин Орте    |        |            |

## Экономика
В 2010 году среди 126 человек трудоспособного возраста (15—64 лет) 78 были экономически активными, 48 — неактивными (показатель активности — 61,9 %, в 1999 году было 64,6 %). Из 78 активных жителей работали 71 человек (40 мужчин и 31 женщина), безработных было 7 (2 мужчин и 5 женщин). Среди 48 неактивных 11 человек были учениками или студентами, 29 — пенсионерами, 8 были неактивными по другим причинам.